# Amphidorylaimus cogonensis
Amphidorylaimus cogonensis är en rundmaskart. Amphidorylaimus cogonensis ingår i släktet Amphidorylaimus och familjen Dorylaimidae. Inga underarter finns listade i Catalogue of Life.